# Greg Noll
Greg Noll, soprannominato "Da bull" (San Diego, 11 febbraio 1937 – Crescent City, 28 giugno 2021), è stato un surfista statunitense.

## Biografia
Nel 1940, i genitori Grace e Robert Lawhead divorziano e nel 1943 la madre si trasferisce con il figlio a Manhattan Beach, dove incontra Ash Noll che diverrà un ottimo padre per il piccolo Greg.
Data la vicinanza del mare, Greg si avvicina molto presto al surf da onda ed a soli 11 anni entra per la prima volta in acqua, dopo solo un anno si guadagna la fama di ragazzino senza paura. I surfers più esperti notano subito le sue qualità ed è l'unico "Grommet" che ha l'onore di surfare insieme a dei miti di questo sport su tanti spot diversi. Queste esperienze saranno fondamentali per la crescita di Greg che comincia a soffrire la misura contenuta delle onde della California.
Una sera, mentre assisteva alla proiezione di un filmato di surf, incontra Mike Stange, famoso per il suo coraggio e la sua abilità a nuotare tra onde enormi e gli propone di trasferirsi alle Hawaii, dove si diceva rompessero onde 2-3 volte più grosse di quelle californiane. Poche settimane, ed i due sono già sulla north shore hawaiana.
Non erano i primi surfisti americani a sbarcare alle Hawaii ma i primi in assoluto a pensare di surfare la north shore oltre alla West coast dove già si surfava da tempo. Nessuno aveva allora il coraggio di sfidare Pipeline e soprattutto la temutissima Waimea, ma Greg, soprannominato "Da bull" da Phil Edwards proprio per la sua ostinazione a surfare le onde che tutti gli altri surfisti ritenevano impossibili, era determinato ad abbattere tali limiti.
Ogni sua impresa aveva sempre lo stesso copione: inizialmente, prima di entrare in un nuovo spot tra onde enormi, tutti dicevano "quello è matto, là fuori io non esco e neppure lui ne uscirà vivo......", salvo poi vedere Da bull surfare con successo la prima onda e successivamente entrare in acqua per surfare quelle onde ritenute fino a poco prima insurfabili o letali.
Nei mesi successivi Greg trascinò i suoi amici in qualsiasi spot fino a che non si imbatté nell'ostacolo più grande: "Waimea" (che in hawaiano significa "acqua"). Nessuno voleva surfare Waimea, anzi non ne volevano neanche sentir parlare, si narravano le storie più atroci su quel point. Nel passato, Dickie Cross (un famoso surfista) si avventurò con altri compagni tra le onde di Waimea e morì travolto da un gigantesco close out: il suo corpo non fu mai trovato. Ma Greg non era tipo da farsi intimidire e nel novembre 1957 Waimea cadde sotto il coraggio di Da bull. Dopo la sua prima onda, come al solito i suoi compagni lo seguirono; a fine giornata tutti avevano surfato Waimea senza esserne risucchiati.
Altre grandissime imprese sarebbero seguite negli anni successivi, come nel 1964 la surfata "Outer reef" a Pipeline.
Stupì tutti abbandonando improvvisamente il surf, ma non era poi tanto strano visto che Greg non avrebbe mai accettato di surfare a un basso livello vista l'età, e preferì quindi dedicarsi con successo alla produzione di tavole da surf, aprì 63 Surf shops solo in Florida.
Successivamente cambiò vita e si dedicò alla famiglia e alle amicizie, cominciò a frequentare più assiduamente il suo amico Mike Stange andando spesso a pesca, ma anche in questo caso il suo modo di affrontare le cose lo portò a creare una vera e propria industria del settore con una barca che poteva contenere centodieci tonnellate di pesce.
È stato una vera leggenda vivente del surf da onda e la sua foto con costume a righe che osserva dalla spiaggia l'onda enorme di Waimea in attesa di entrare in acqua è l'icona dei surfisti di tutto il mondo.
Da un post Facebook di suo figlio Jed Noll, si è appreso che Greg è morto per cause naturali il 28 giugno 2021 a Crescent City, in California.